# 宮本和宏
宮本 和宏（みやもと かずひろ、1972年〈昭和47年〉3月7日 - ）は、日本の政治家、官僚。自由民主党所属の参議院議員（1期）。元滋賀県守山市長（3期）。

## 来歴・人物
1990年（平成2年）3月、大阪府立四條畷高等学校卒業。1996年（平成8年）3月、東京大学工学部建築学科卒業。大学では、自転車部旅行班に所属。同年4月、建設省（現国土交通省）に入省。2006年（平成18年）8月、守山市役所に技監として出向（3年間）。2010年（平成22年）8月、国土交通省を退職。
2011年（平成23年）1月30日に行われた守山市長選挙に無所属で出馬。守山市役所職員で市議会事務局長の小嶋宣秀を破り初当選（宮本：18,443票、小嶋：13,073票）。投票率は53.88％だった。2月20日、市長就任。
2015年（平成27年）、無投票で再選。2019年（平成31年）、無投票で3選。
2023年（令和5年）2月の任期満了をもって引退。
2024年（令和6年）9月27日に行われた自民党滋賀県連が開催した参議院滋賀選挙区の予備選挙に参加し最多得票を得た。
2025年（令和7年）7月10日、第27回参議院議員通常選挙に出馬し当選。

## 市政
- 2015年7月1日、守山市役所総務部内に「コンプライアンス室」を新設した。近く、宮本を本部長に「コンプライアンス推進本部」も設ける予定[7]。これらの措置は、6月25日に市職員が市発注の水道工事をめぐり収賄容疑で逮捕されたことを受けて取られた[8]。
- 2017年9月12日、累積赤字が18億円を超える守山市民病院につき、社会福祉法人恩賜財団済生会へ経営移行することを正式に発表した。2018年4月から15年間の指定管理の後、2033年に譲渡する。同法人に対する15年間の指定管理料は計約38億円で、財源は地方交付税で賄う[9]。
- 自身が東京大学運動会自転車部のOBであることから、ジャイアントストアの誘致を行ったり、ビワイチの広報の前面に出たりなどビワイチを積極的に推進している[10]。
- 2020年5月18日、新型コロナウイルス対策費に充てるため、草津市、栗東市、野洲市の3市長と合同で自身の6月期末手当を全額返上すると発表した。副市長と教育長も同様に返上する[11]。

## 選挙歴
| 当落 | 選挙                     | 執行日         | 年齢 | 選挙区       | 政党       | 得票数     | 得票率 | 定数 | 得票順位 /候補者数 | 政党内比例順位 /政党当選者数 |
| ---- | ------------------------ | -------------- | ---- | ------------ | ---------- | ---------- | ------ | ---- | ------------------ | ---------------------------- |
| 当   | 2011年守山市長選挙       | 2011年1月30日  | 38   | ーー         | 無所属     | 1万8443票  | 58.51% | 1    | 1/2                | /                            |
| 当   | 2015年守山市長選挙       | 2015年2月1日   | 42   | ーー         | 無所属     | ーー票     | ーー   | 1    | /1                 | /                            |
| 当   | 2019年守山市長選挙       | 2019年1月27日  | 46   | ーー         | 無所属     | ーー票     | ーー   | 1    | /1                 | /                            |
| 当   | 第27回参議院議員通常選挙 | 2025年07月20日 | 53   | 滋賀県選挙区 | 自由民主党 | 20万2850票 | 30.26% | 1    | 1/7                | /                            |